# McLaren X-1
McLaren X-1 – supersamochód klasy wyższej typu one-off wyprodukowany pod brytyjską marką McLaren w 2012 roku.

## Historia i opis modelu
Podczas wystawy Pebble Beach Concours d'Elegance w sierpniu 2012 roku, bez wcześniejszych zapowiedzi, McLaren zaprezentował swój pierwszy w historii pojazd skonstruowany na indywidualne zamówienie stałego klienta. Proces konstrukcyjny trwał 2,5 roku, a premierę samochodu poprzedziły intensywne testy drogowe, podczas których X-1 przejechało 600 kilometrów.
Model X-1 został zbudowany na bazie supersamochodu 12C, dzieląc z nim płytę podłogową oraz podzespoły techniczne. Jednocześnie, pojazd otrzymał całkowicie nowy, dedykowany projekt nadwozia o awangardowej, opływowej bryle z charakterystycznym panelem zakrywającym większość powierzchni tylnych kół, z bryłą inspirowaną Buickiem Electrą i Citroënem SM. Karoseria powstała z połączenia litego aluminium oraz włókna węglowego.
McLaren X-1 napędzany jest przez 625-konny silnik benzynowy V8, który umieszczony został z tyłu, za dwumiejscową kabiną pasażerską.

### Sprzedaż
McLaren X-1 nie trafił do seryjnej produkcji - w brytyjskich zakładach w Woking powstał tylo jednym egzemplarzu. Nie ujawniono jednocześnie ceny, za jaką samochód został nabyty przez anonimowego klienta.

### Silnik
- V8 3.8l Twin-turbo